# Pomarea dimidiata
El monarca de Rarotonga (Pomarea dimidiata) es una especie de ave paseriforme de la familia Monarchidae endémica de las islas Cook.
Por diversos motivos es un ave muy extraña, es la única especie de ave que pasa por mudas sucesivas de su plumaje al ir creciendo de naranja a naranja-gris a gris puro al alcanzar la madurez a la edad de 4 años. A causa de habitar islas tropicales, su expectativa de vida es extremadamente larga para un ave que pesa solo 22 gramos, con una tasa de supervivencia como adulto del 85% al 89%, una expectativa de vida de 7 a 9 años, y una expectativa de vida máxima registrada en un programa de anillado comenzado a mediados de la década de 1980 de unos 24 años. Estas características son comparables con las de grandes paseriformes australianos como el ave lira soberbia o el pergolero satinado y representan expectativas de vida diez veces más prolongadas que las que poseen aves cantoras holárticas similares. Esta longevidad extremadamente prolongada puede ser la explicación de la presencia de ayudantes del nido en una familia en la que dicha característica se encuentra ausente en otras especies: los machos ya son fértiles a la edad de 1 año, pero en la práctica no se reproducen hasta que alcanzan los 4 años de edad.